# Разблокировка загрузчика

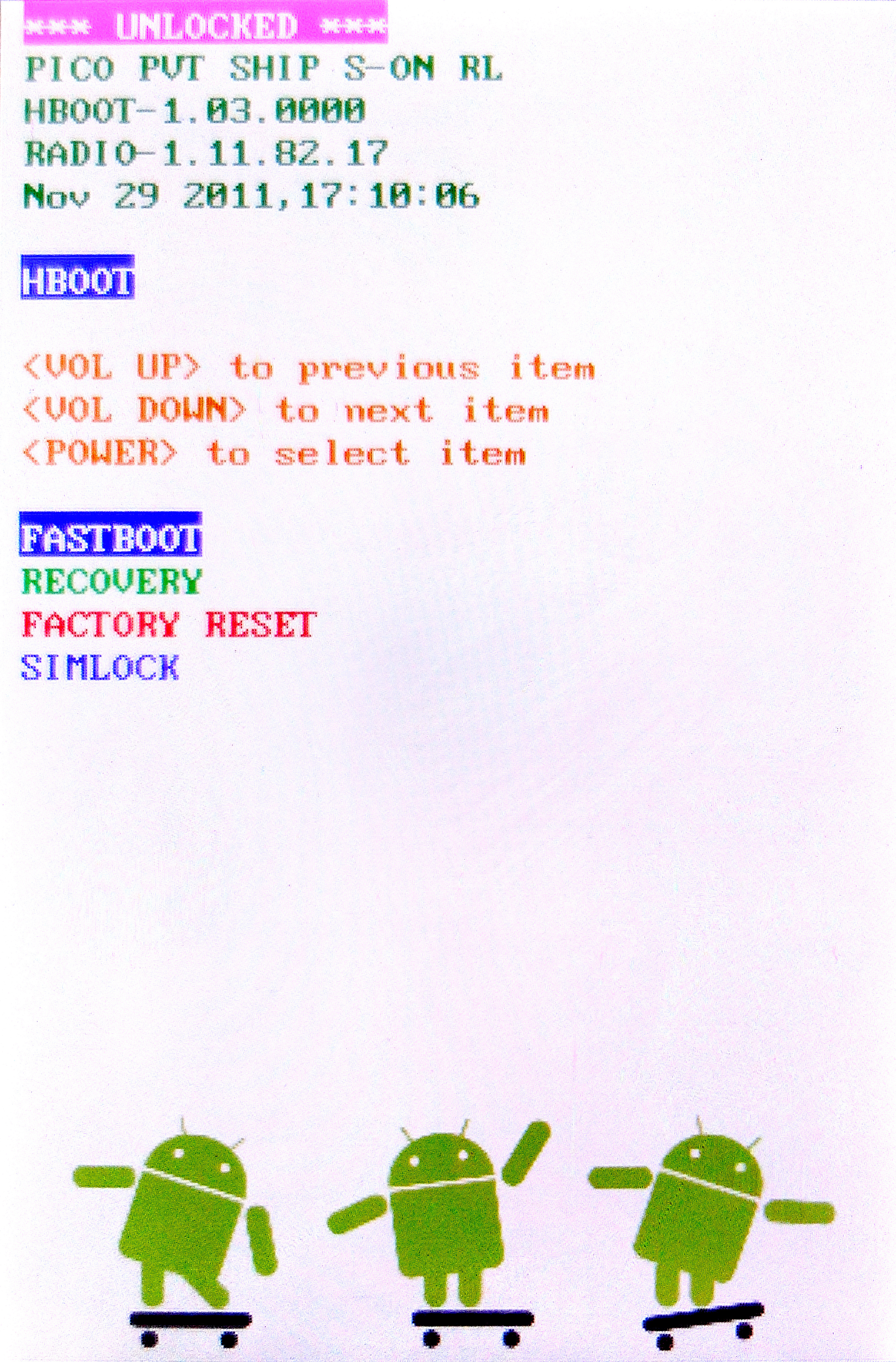
Разблокированный загрузчик Android с дополнительными доступными параметрами

Разблокировка загрузчика, OEM unlock — процесс полного отключения защиты загрузчика, который позволяет вносить изменения в работу операционной системы. Это позволяет расширять возможности устройства, изменять серьёзные настройки, также даёт возможность установки пользовательской прошивки. Это может быть неофициальная сборка Android (ПЗУ) или другая мобильная операционная система.
На некоторых устройствах загрузчики уже разблокированы, в большинстве ситуаций его можно разблокировать с помощью утилиты adb специальной командой, иногда их можно разблокировать с помощью специальной утилиты от производителя.
На некоторых устройствах разблокировка загрузчика не поддерживается официально; в таких ситуациях его можно разблокировать только с помощью специального эксплойта.

## Безопасность
Разблокировка загрузчика обычно приводит к аннулированию гарантий производителя и может сделать устройство более уязвимым.
На Chromebook включение режима разработчика делает систему менее безопасной, чем обычный ноутбук под управлением Linux.
Разблокировка загрузчика может привести к потере данных на устройствах Android и Chrome OS, поскольку резервное копирование некоторых данных невозможно без root-доступа.

## Платформы

### Android
Разблокировка загрузчика обычно выполняется во время процесса получения root-доступа.
| Производитель  | Уровень сложности             | Метод |
| -------------- | ----------------------------- | --- |
| Google         | Очень просто                  | Утилита adb (должен быть разблокированный вариант) |
| Samsung        | Очень просто                  | Меню разблокировки загрузчика, вызывается двумя кнопками при подключении к ПК, после разблокировки ломается функционал Knox |
| OnePlus        | Легко                         | Утилита adb |
| Xiaomi         | Сложно, фактически невозможно | Добавить аккаунт, привязать аккаунт к устройству, подождать от 7 до 30 дней, после чего разблокировать загрузчик через официальную утилиту Mi Unlock. С версии HyperOS 1 требуется получение подтверждения через Xiaomi Community, в настоящее время большинство заявок отозвано. |
| Sony           | Сложно                        | Утилита adb, запросить код на сайте Sony |
| Fairphone      | Сложно                        | Утилита adb, запросить код на сайте Fairphone |
| Motorola       | Сложно                        | Утилита adb, запросить код на сайте Motorola; современные модели имеют пункт OEM Unlock в Меню. |
| Realme         | Сложно                        | Утилита adb, после установки приложения realme-app |
| Huawei & Honor | Невозможно/ сложно            | Официальная разблокировка больше недоступна. Можно неофициально бесплатно разблокировать загрузчик через тест-пойнт на HiSilicon Kirin 960/95х/65x/620 с помощью PotatoNV или же воспользоваться платными сторонними сервисами.                                                   |
| Oppo           | Невозможно                    | Н/Д |
| HMD- Nokia     | Очень легко/ Невозможно       | ADB (на старых моделях требуется ключ разблокировки, который стоит денег и скорее всего, уже не продается.) |
| Lenovo         | Очень просто                  | ADB, для Китая требуется получение кода разблокировки |

Загрузчики Android обычно представляют собой проприетарное программное обеспечение, и основаны на загрузчике Qualcomm Little Kernel.
В контексте Android это также называется OEM Unlock.
Загрузчики устройств Nexus можно разблокировать с помощью команды fastboot oem unlock .
Когда Motorola выпустила инструмент разблокировки загрузчика для Droid Razr, Verizon удалила этот инструмент из своих моделей.
В 2011 году Sony Ericsson выпустила онлайн-инструмент для разблокировки загрузчика. Sony требует, чтобы номер IMEI был указан на их веб-сайте. Для Asus Transformer Prime TF201 компания Asus выпустила специальный инструмент для разблокировки загрузчика.
В 2012 году Motorola выпустила ограниченный инструмент для разблокировки загрузчиков. Они требуют принятия условий и создания учётной записи, прежде чем загрузчик можно будет разблокировать для Moto G.
Телефоны HTC имеют дополнительный уровень блокировки, который называется «S-OFF/S-ON».
Загрузчики можно разблокировать с помощью эксплойта или способом, предоставленным производителем. Последний метод обычно требует стирания всех данных на устройстве. Кроме того, некоторые производители запрещают разблокировку загрузчиков телефонов, заблокированных оператором. Телефоны Samsung для США и Канады Snapdragon не позволяют разблокировать телефон независимо от того, был ли он куплен у оператора связи или нет.
В 2018 году разработчик из XDA Developers запустил сервис, позволяющий пользователям разблокировать загрузчик некоторых моделей смартфонов Nokia. Точно так же другой разработчик из XDA Developers запустил сервис, позволяющий пользователям разблокировать загрузчики телефонов Samsung Galaxy S20 и Samsung Galaxy S21 .
Huawei объявила о планах разрешить пользователям разблокировать загрузчик серии Mate 30, но позже отказалась от этого. Huawei перестала предоставлять коды разблокировки загрузчика с 2018 года. Эксплойт загрузчика под названием checkm30 был разработан для телефонов Huawei на базе HiSilicon .
Когда загрузчик Samsung Galaxy Z Fold 3 разблокирован, камера становится менее функциональной. Её можно восстановить, повторно заблокировав загрузчик. На самом деле это был баг, который позже был исправлен. Для серии Samsung Galaxy S22 разблокировка загрузчика не влияет на камеру.

### Другие

#### Microsoft
Инструмент WPInternals может разблокировать загрузчики всех телефонов Nokia Lumia под управлением Windows Phone, но не таких телефонов, как Alcatel Idol 4 или HP Elite x3. Версия 1.0 была выпущена в ноябре 2015 г. В октябре 2018 года инструмент был выпущен как программное обеспечение с открытым исходным кодом, когда главный разработчик Рене Лергнер (также известный как HeathCliff74) ушёл в отставку..

#### Apple
Защиту загрузчика на устройствах iOS с процессором A11 или старше можно обойти с помощью аппаратного эксплойта, известного как checkm8, позволяющий запускать другие операционные системы, включая Linux.
Загрузчик на компьютерах Mac на базе M1 можно разблокировать.

#### Google
Аналогом разблокировки загрузчика в Chromebook является режим разработчика.
В Chromebook используются специальные загрузчики, которые можно изменить или перезаписать, удалив диск защиты от записи.
В 2013 году загрузчик Chromecast был взломан с помощью эксплойта.
В 2021 году его снова взломали на более новой версии.